# ایویژتسه
ایویژتسه (به لهستانی:  Iwierzyce) یک روستا در لهستان است که در گمینا ایویژتسه واقع شده‌است. ایویژتسه ۹۴۰ نفر جمعیت دارد.